# Gemünd (Our)
Gemünd település Németországban, Rajna-vidék-Pfalz tartományban. Lakosainak száma 40 fő (2023. december 31.). Gemünd Parc Hosingen és Übereisenbach községekkel határos.

## Népesség
A település népességének változása:
| Lakosok száma | 39   | 27   | 32   | 29   | 45   | 40   |
|               | 1975 | 2017 | 2019 | 2021 | 2022 | 2023 |